# جوليو تاموسن
جوليو تاموسن (بالإنجليزية: Julio Tamussin)‏ (مواليد 29 أبريل 1943) هو مصارع إيطالي سابق، مثّل بلاده في دورة الألعاب الأولمبية الصيفية 1972.

## روابط خارجية
- جوليو تاموسن على موقع قاعدة بيانات المصارعة الدولية (الإنجليزية)
- جوليو تاموسن على موقع اللجنة الأولمبية الدولية (الإنجليزية)
- جوليو تاموسن على موقع أوليمبيديا (الإنجليزية)
- جوليو تاموسن على موقع CONI honoured athlete website (الإيطالية)